# 金滄龍
金 滄龍（キム・チャンリョン、朝鮮語: 김창룡、1944年 - ）は、朝鮮民主主義人民共和国の政治家。国土環境保護相、朝鮮自然保護連盟中央委員会委員長、最高人民会議代議員などを歴任した。

## 経歴
1944年に生まれた。出生地は不明。2009年11月に国土環境保護相、朝鮮自然保護連盟中央委員会委員長に就任した。2009年6月12日には中国共産党中央対外連絡部の招待に応じて中国を訪問。同年5月3日に訪中した金正日総書記が視察した大連市や天津市の施設を見学した。国土の分野での実務的な視察とされる。2013年4月に開催された最高人民会議で、国土環境保護相を解任された。2014年3月に最高人民会議第13期代議員に選出された。

## 参考サイト
북한정보포털
| 先代朴松男 | 国土環境保護相2009年 - 2013年 | 次代金京準 |